# Contea di Dangshan
La contea di Dangshan (砀山县S, Dàngshān XiànP) è una contea della Cina, situata nella provincia dell'Anhui.